# Beat Crazy

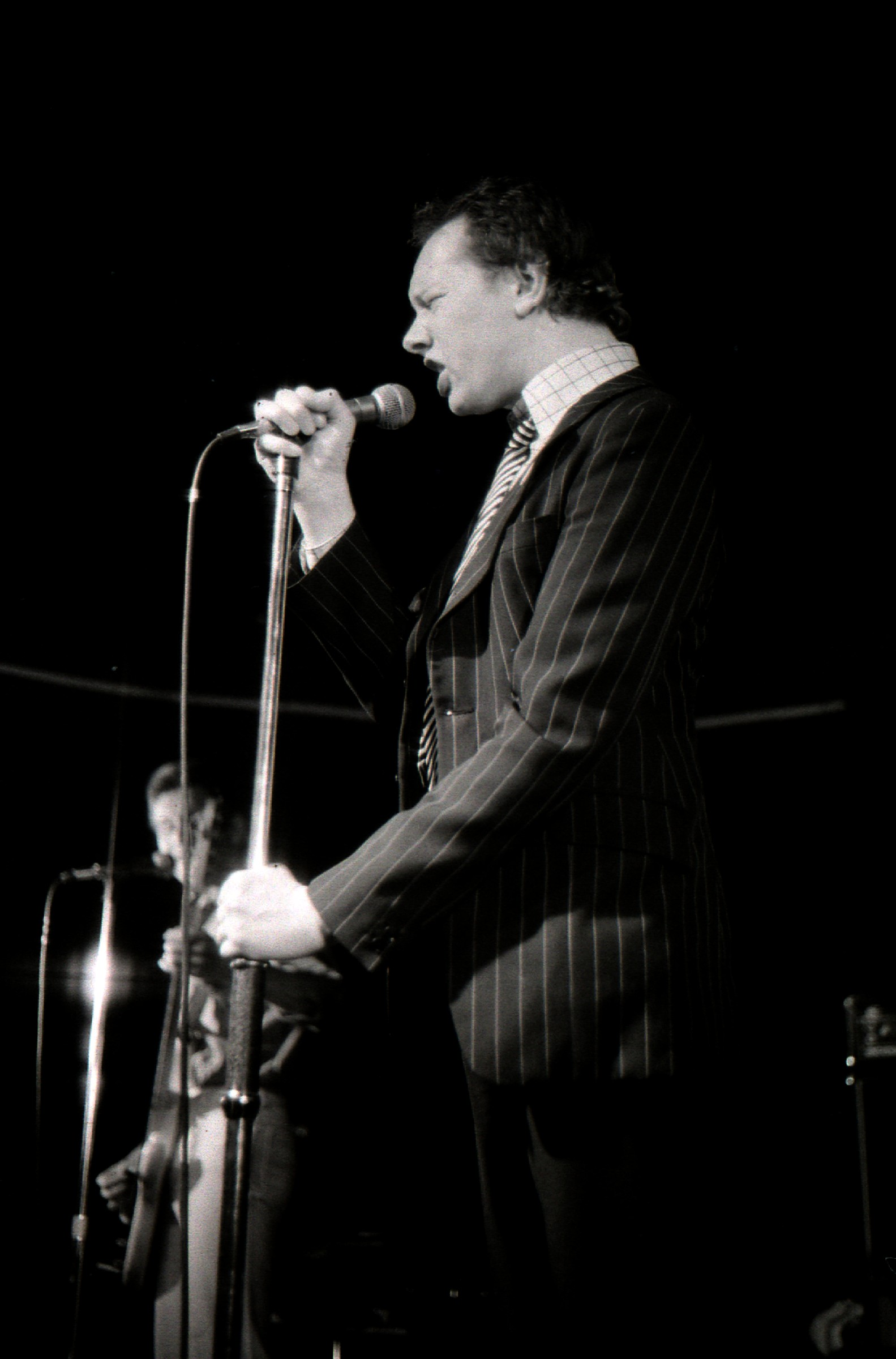
Joe Jackson (1979)

Beat Crazy ist das dritte Album von Joe Jackson und wurde im Oktober 1980 veröffentlicht.
Es war für 23 Jahre das letzte Studioalbum, das die Joe Jackson Band in der ursprünglichen Besetzung veröffentlichte, bis 2003 Volume 4 erschienen.

## Hintergrund
Beat Crazy sollte eine stilistische Abkehr von Jacksons ersten beiden Alben sein, aber es fehlte der Band eine klare Richtung. Jackson sagte später, dass er das Gefühl hatte, dass die Platte „[…] didn't really work“ (deutsch: „[…] nicht wirklich funktionierte“). Er sagte:

„Das stereotype schwierige dritte Album, bei dem wir versucht haben, die Formel ein wenig zu ändern, ohne ganz zu wissen, wie. Es ist düsterer als die ersten beiden und der Reggae-Einfluss ist stärker ausgeprägt. Es gibt ein paar gute Sachen darauf (ich mag besonders den Titeltrack und Biology), aber es ist nicht ganz der triumphale Schwanengesang der Band.“

Die Band nahm auf dem Album Reggae- und Ska-Einflüsse auf, etwa in Songs wie In Every Dream Home, Mad at You und Pretty Boys.
Kommerziell war es eine Enttäuschung, da es sowohl in Großbritannien als auch in den USA nicht die Top 40 erreichte und die Singles nicht in die Charts kamen.

## Titelliste
Alle Songs wurden von Joe Jackson geschrieben und arrangiert.
| 1.  | Beat Crazy                        | 4:15 |
| 2.  | One to One                        | 3:22 |
| 3.  | In Every Dream Home (A Nightmare) | 4:31 |
| 4.  | The Evil Eye                      | 4:31 |
| 5.  | Mad at You                        | 6:03 |
| 6.  | Crime Don't Pay                   | 4:24 |
| 7.  | Someone Up There                  | 3:47 |
| 8.  | Battleground                      | 2:33 |
| 9.  | Biology                           | 4:31 |
| 10. | Pretty Boys                       | 3:41 |
| 11. | Fit                               | 4:45 |

## Musiker
- Joe Jackson – Gesang, Keyboards, Melodica
- Graham Maby – Bass, Gesang auf Beat Crazy
- Gary Sanford – Gitarre
- David Houghton – Schlagzeug, Gesang